# Toke Stokholm
Toke Stokholm (født 29. oktober 1919 i Humble Sogn, død 2. januar 2011 i Hillerød) var advokat og borgmester i Hillerød.
Han var søn af dyrlæge Knud Stokholm og hustru Marie, født Poulsen; gift 5. august 1950 med læge Birgit Jespersen (født 17. januar 1924 i København). En søn er højesteretsdommer Jon Stokholm.
Efter studentereksamen fra Svendborg Statsskole i 1937 studerede Toke Stokholm jura, og efter cand.jur.-eksamen i 1943 blev han dommerfuldmægtig i Herning. Han kom til Hillerød som dommerfuldmægtig i 1949, og i 1951 åbnede han selvstændig advokatvirksomhed i byen.
1958-1990 var Stokholm medlem af Hillerød byråd for Det Konservative Folkeparti, og han beklædte borgmesterposten 1968-1985.
Han var viceborgmester, da borgmester Waldemar Stenberdt på grund af sygdom trådte tilbage og blev viceborgmester, mens Stokholm overtog borgmesterposten. Det var i kommunesammenlægningstiden med det deraf følgende ekstraarbejde.
Opgaver i Stokholms embedsperiode omfattede byudviklingen i østbyen, fornyelse af de offentlige værker og skolebyggerier og skoleudvidelser. Han var en populær borgmester. Ved valget i 1990 genopstillede han ikke.
Med sine 17 år på borgmesterposten er han den folkevalgte borgmester, der har siddet næstlængst i Hillerød. Han overgås af Carl Zahlmann, der sad 11 år som kongevalgt og 18 år som folkevalgt borgmester, i alt 29 år.
Toke Stokholms advokatgerning lå stille i hans borgmestertid, men blev genoptaget i 1985.